# Чемпионат России по дзюдо 2012
Чемпионат России по дзюдо 2012 года — 21-й чемпионат России по дзюдо проходил в Кемерово с 1 по 5 октября.

## Медалисты

### Мужчины
| Категория                   | Золото                             | Серебро                                          | Бронза                                                              |
| --------------------------- | ---------------------------------- | ------------------------------------------------ | ------------------------------------------------------------------- |
| Наилегчайший вес (до 60 кг) | Ерванд Мгдсян Краснодарский край   | Максим Бурнашёв Красноярский край                | Алексей Шкоров Москва Константин Крупский Красноярский край         |
| Полулёгкий вес (до 66 кг)   | Камал Хан-Магомедов Дагестан       | Михаил Пуляев Рязанская область                  | Алихан Аюбов Чечня Иван Спирин Пермский край                        |
| Лёгкий вес (до 73 кг)       | Мурат Кодзоков Кабардино-Балкария  | Павел Малахов Кемеровская область                | Алексей Астафьев Красноярский край Сергей Николаев Москва           |
| Полусредний вес (до 81 кг)  | Михаил Казыдуб Кемеровская область | Иван Воробьёв Тюменская область                  | Сайд-Эми Жамбеков Чечня Беслан Дзуев Кабардино-Балкария             |
| Средний вес (до 90 кг)      | Шейх-Магомед Вакаев Чечня          | Мурат Гасиев Северная Осетия                     | Дмитрий Ренев Пермский край Юрий Панасенков Рязанская область       |
| Полутяжёлый вес (до 100 кг) | Арсен Омаров Дагестан              | Давид Битиев Северная Осетия                     | Михаил Косяшников Ставропольский край Асхаб Костоев Курская область |
| Тяжёлый вес (свыше 100 кг)  | Ренат Саидов Челябинская область   | Сергей Кесаев Северная Осетия                    | Дмитрий Стерхов Красноярский край Владимир Трусов Брянская область  |
| Абсолютный вес              | Алан Хугаев Северная Осетия        | Давид Битиев Московская область, Северная Осетия | Олег Хорпяков Москва Алексей Гладков Санкт-Петербург                |

### Женщины
| Категория                   | Золото                              | Серебро                                 | Бронза                                                                         |
| --------------------------- | ----------------------------------- | --------------------------------------- | ------------------------------------------------------------------------------ |
| Наилегчайший вес (до 48 кг) | Лусине Авакян Москва                | Рада Биктимирова Челябинская область    | Алеся Кузнецова Иркутская область Кристина Румянцева Москва, Самарская область |
| Полулёгкий вес (до 52 кг)   | Екатерина Буравцева Санкт-Петербург | Анастасия Диндюк Новосибирская область  | Ольга Гагарина Москва Наталья Павлова Ленинградская область                    |
| Лёгкий вес (до 57 кг)       | Лариса Черепанова Марий Эл          | Юлия Рыжова Москва                      | Екатерина Елизарова Татарстан Екатерина Валькова Краснодарский край            |
| Полусредний вес (до 63 кг)  | Анастасия Белоиванова Москва        | Вера Коваль Смоленская область          | Ольга Усольцева Рязанская область Анна Щербакова Бурятия                       |
| Средний вес (до 70 кг)      | Ирина Сордия Красноярский край      | Ирина Газиева Санкт-Петербург           | Дарья Давыдова Тюменская область Ольга Артошина Красноярский край              |
| Полутяжёлый вес (до 78 кг)  | Вера Москалюк ХМАО                  | Алёна Качоровская Волгоградская область | Ирина Алексеева Челябинская область Татьяна Сордия Красноярский край           |
| Тяжёлый вес (свыше78 кг)    | Елена Иващенко Тюменская область    | Мария Шекерова Татарстан                | Полина Белоусова Краснодарский край Анаид Мхитарян ХМАО                        |
| Абсолютный вес              | Елена Иващенко Тюменская область    | Наталья Соколова Красноярский край      | Екатерина Шереметова Красноярский край Пелагея Лапшина ХМАО                    |

### Командные соревнования
1. Санкт-Петербург
2. Сибирский федеральный округ
3. Москва, Южный федеральный округ